# Münnich Aurél
Jánosvölgyi Münnich Aurél (Münnich Aurél Adolf, Igló, 1856. május 11. – Budapest, 1906. április 28.) jogász, országgyűlési képviselő, Budapest díszpolgára (1897).

## Életpályája
Münnich Adolf bányaigazgató és Sóltz Berta fia. Szülővárosában, Kassán és a budapesti egyetemen tanult; 1880-ban jogi doktorrá avatták, 1882-ben letette az ügyvédi vizsgát és a hazai első takarékpénztár ügyésze lett. 1884-től 1905-ig az iglói országgyűlési kerület képviselőjeként működött, 1889-től tagja volt a delegációnak, 1893-tól pedig ez utóbbinak jegyzője valamint a hadügyi albizottságnak előadója.
Budapesten önálló ügyvédi irodát működtetett, elsősorban szepességi fiatalemberek dolgoztak nála. 1887-ben házasságot kötött Sesztina Ilonával, akitől három gyereke született.
1890-ben Münnich honvéd századossá lépett elő. Tagja volt a Szabadelvű Pártnak, és a kérvénybizottságnak több ízben volt előadója; a véderő-bizottságban és a képviselőházban az 1889-ben új véderő-törvényjavaslatot, továbbá a népfölkelési és a honvédség fejlesztését célzó törvényjavaslatokat szintén ő referálta.
Kezdeményezője és egyik megalapítója volt az első katonai szolgálat esetére biztosító intézetnek és a belvárosi takarékpénztárnak, mely intézeteknek elnöke, valamint több ipar- és közlekedési vállalatnak vezetője volt. A magyar hegymászás és turizmus úttörője, a Hazai Művásárlók Egyesületének elnöke volt.
1905-ben jelöltetni kívánták mind a gölnici, mind a liptószentmiklósi kerület pótválasztásán, ám Münnich nem tett eleget a felszólításoknak.
Élete utolsó hat évében minden évben Karlsbadba látogatott, hogy egészségét helyreállítsa, nyáron iglói villájában időzött, és Budapesten lakott.
A Ferenc József-rend középkeresztjével és a Lipót-rend középkeresztjével tüntették ki.
1896-tól 1906-ig volt a Magyarországi Kárpát-egyesület (MKE) elnöke, újjászervezte a magas-tátrai kalauzügyet, 1888-tól 1891-ig az MKE Budapesti Osztály választmányának volt a tagja. 1896-ban sikerült elérnie, hogy a hegység területén új katonai térképészeti felmérését végezzenek és javítsák a tátrai térképeket. Az ő érdeme volt, hogy 1897-ben felépült a Zöld-tavi menedékház, valamint a tarajkai Szilágyi emlék. Az ő közbenjárására kötötték be a tátrai településeket a telefonhálózatba. Mint az MKE elnöke, jelentős mértékben kivette részét a tátrai turizmus és idegenforgalom fellendítésében. Célja volt, hogy a kincstár megvásárolja Hohenlohe herceg javorinai birtokait, majd ezen a területen nemzeti parkot létesítsen.

## Külső hivatkozások
- Újabb adatok a „Hazai Művásárlók Egyesülete” történetéhez. Krónika rovat. Művészet. Lyka Károly (szerk.), 10. évf. 1911. 4. szám, 190–196. oldal